# نيل كروفورد
نيل كروفورد (26 نوفمبر 1958 في المملكة المتحدة - ) (بالإنجليزية: Neil Crawford)‏ هو لاعب كريكت بريطاني.

## وصلات خارجية
- نيل كروفورد على موقع إي آس بي آن كريك إنفو (الإنجليزية)